# Horror Business
«Horror Business» es el tercer sencillo de la banda estadounidense The Misfits. Fue publicado el 26 de junio de 1979 por la discográfica de Glenn Danzig Plan 9 Records y aparentemente está inspirado en el asesinato sin resolver de Nancy Spungen. El lado B del sencillo incluyó las canciones "Teenagers from Mars" y "Children in Heat".
La carátula del disco presenta una figura esquelética inspirada en un personaje de la película de 1946 The Crimson Ghost. La figura terminó convirtiéndose en la mascota oficial de la agrupación.

## Antecedentes y grabación
El 12 de octubre de 1978, el cuerpo de Nancy Spungen fue descubierto en el baño de su habitación en el Hotel Chelsea en Manhattan, Nueva York. Spungen había estado viviendo en el hotel con su novio, el bajista Sid Vicious de los Sex Pistols. Su cuerpo fue encontrado con una puñalada fatal en su abdomen. Vicious era el supuesto dueño del cuchillo que causó la herida, por lo que fue arrestado y acusado de asesinato en segundo grado. Después de declararse inocente, fue liberado bajo fianza esperando el juicio. La noche del 1 de febrero de 1979, un pequeño grupo de amigos de Vicious, incluyendo al bajista de Misfits Jerry Only, se reunieron para celebrar la salida bajo fianza del músico en el apartamento de su nueva novia Michelle Robinson en Greenwich Village. Vicious se había sometido a un programa de desintoxicación durante su estancia en la cárcel de Rikers Island, pero en la cena, hizo que el fotógrafo inglés Peter "Kodick" Gravelle le suministrara heroína. Vicious murió de una sobredosis en algún momento de la noche y fue descubierto la mañana siguiente por su madre, Anne Beverley.
Después de enterarse de su muerte, Jerry Only ayudó a Beverley a recoger las posesiones de Vicious y la invitó a asistir a una sesión de grabación de Misfits. "Horror Business", "Teenagers from Mars" y "Children in Heat" se grabaron del 26 de enero al 5 de febrero de 1979 en los estudios C.I. de Nueva York, donde la banda había grabado el disco Static Age un año antes. Beverley asistió al menos a una de las sesiones. El cantante, compositor y líder Glenn Danzig insistió en que la banda grabara el mayor número posible de temas durante el tiempo que estuvieran en el estudio, en un esfuerzo por ahorrar dinero.
El tema que da título al disco, "Horror Business", contiene letras como "No vayas al baño conmigo" y "Te clavaré un cuchillo". Debido a estas letras, junto con las conexiones entre Sid Vicious y Misfits, se asegura que la canción está basada en el asesinato sin resolver de Spungen. Sin embargo, la letra de la canción también se ha señalado como posible referencia a la película de 1960 Psycho, que presenta una escena en la que un personaje es apuñalado hasta la muerte en un baño.

## Lista de canciones
Todas las canciones compuestas y escritas por Glenn Danzig.

### Lado A
1. "Horror Business" - 2:42

### Lado B
1. "Teenagers From Mars" - 2:41
2. "Children In Heat" - 2:05

## Créditos
- Glenn Danzig – voz
- Bobby Steele – guitarra
- Jerry Only – bajo
- Joey Image – batería